# 楊開鼎
楊開鼎（?—?），字峙塘、一字致堂，號玉坡，江蘇甘泉人，清朝政治人物。

## 生平
乾隆四年（1739年）己未科進士，曾任河南道監察御史。乾隆十四年（1749年）任巡視台灣監察御史，兼理學政。任內建臺灣府儒學宮。次年八月因丁憂去職。後官至湖南衡永郴桂道道員。